# UFC 270
UFC 270: Ngannou vs. Gane foi um evento de artes marciais mistas produzido pelo Ultimate Fighting Championship e que aconteceu no dia 22 de janeiro de 2022, no Honda Center em Anaheim.

## História
Uma luta pelo cinturão peso pesado do UFC entre Francis Ngannou e Ciryl Gane servirá como principal do evento.
Uma trilogia entre Brandon Moreno e Deiveson Figueiredo é esperada para ocorrer neste evento.
Uma luta no peso mosca feminino entre Kay Hansen e Jasmine Jasudavicius foi marcada para o UFC on ESPN: Kattar vs. Chikadze. Entretanto, a luta foi remarcada para este evento.

## Card Oficial
1. ↑  Pelo Cinturão Peso Pesado do UFC.
2. ↑  Pelo Cinturão Peso Mosca do UFC.